# Candy (гурт)
Candy — грузинський гурт, створений 2010 року. Учасниці Дитячого пісенного конкурсу Євробачення 2011 року, де перемогли зі 108 балами та принесли Грузії другу перемогу на Дитячому Євробаченні.

## Учасниці
Учасницями гурту є Ірина Коваленко, Анн Ханчалян, Ірина Хечанові, Маріам Гваладзе та Гванца Санеблідзе, а керує гуртом грузинський композитор Гіга Кухіаднідзе та Bzikebi Studio.

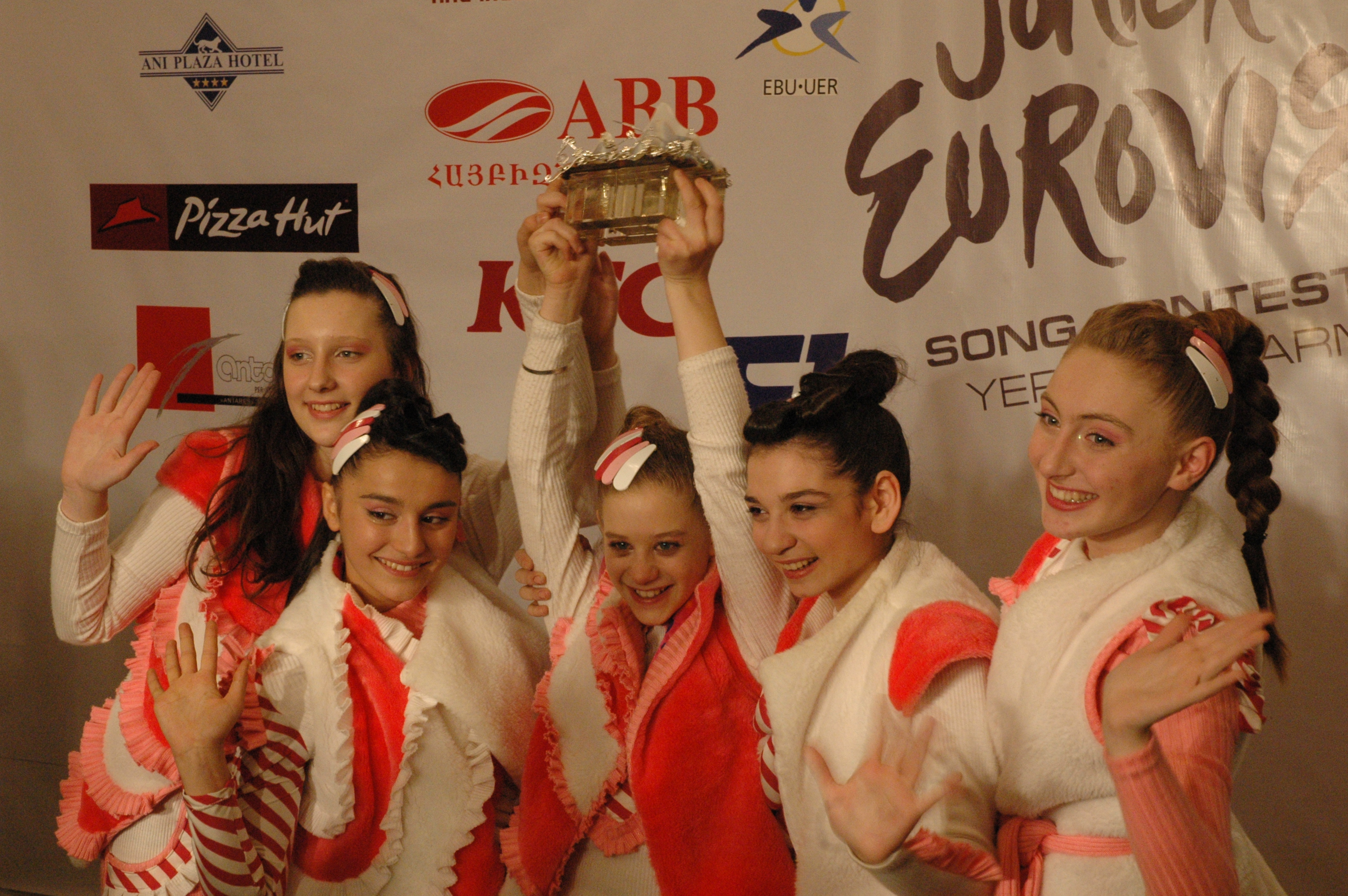

### Іру Хечанові
Ірина Хечанові народилася в Тбілісі, Грузія, 3 грудня 2000 року. У 2009 році Ірина стала лауреаткою премії як краща співачка Олімпійського пісенного конкурсу в Тбілісі. Брала участь у пісенних конкурсах, що проводилися в різних містах Туреччини. Ірина також є представницею кондитерської компанії та компанії з виробництва ювелірних виробів.

### Маріам Гваладзе
Маріам Гваладзе народилася в Руставі, Грузія, 9 лютого 1997 року. З 2007 року брала участь у численних музичних фестивалях. Наприклад, вона є переможницею конкурсу New Star 2009 — Republic Estrade Contest.

### Анн Ханчаліані
Анн Ханчаліані народилася в Тбілісі, Грузія, 19 травня 1996 року. У 2002—2011 роках Анн була ученицею Центрального музичного училища імені Закарії Паліашвілі (скрипка) та Тбіліської музичної школи #number 2 (класичний вокал). У 2010 році стала переможницею Міжнародного музичного конкурсу у Північній Македонії. У телепрограмі Talent вона стала фіналісткою й відкриттям року.

### Гванца Санеплідзе
Гванца Санеплідзе народилася в Кутаїсі, Грузія, 26 жовтня 1997 року. Вона також дуже добре виступала на багатьох музичних фестивалях. Гванца володіє англійською, російською та французькою мовами.

### Ірина Коваленко
Ірина (Іра) Коваленко народилася в Тбілісі, Грузія, 29 березня 1997 року. З 2006 року почала брати професійні уроки вокалу. Учасниця різних пісенних конкурсів, фестивалів та культурних заходів як у Грузії, так і за кордоном. Іра володіє англійською, російською, німецькою мовами і вивчає японську мову. У вільний час захоплюється тенісом. У 2007 році вона посіла 6-е місце на чемпіонаті Грузії з тенісу.

## Дискографія
- Candy music (2011)

## Цікаві факти
- Одна з учасниць гурту — Ірина «Іру» Хечанові — представила Грузію на Пісенному конкурсі Євробачення 2023[3].